# أمريكا المفتوحة 1977 (كرة مضرب)
قائمة بالأبطال في بطولة 1977 أمريكا المفتوحة:

## الكبار

### فردي رجال
غواليرمو فيلاس هزم  جيمي كونرز ، 2-6, 6-3, 7-5, 6-0